# T-155 Fırtına
T-155 Fırtına (вимов. «Фиртина́») — це турецька 155-мм самохідна гаубиця, різновид південнокорейської K9 Thunder Її виготовляють і збирають Сухопутні війська Туреччини в 1010-й фабриці з ремонту армійського обладнання, використовуючи підсистеми завезені з Кореї. Одночасно провадиться проєкт оновлення названий T-155 Fırtına II, який імовірно замінить її двигун на двигун турецького походження, щоб обійти обмеження Німеччини на турецькі військові продажі.

## Оператори

### Поточні оператори
- Туреччина спочатку збиралась виготовити 350 Fırtına, 280 для армії і 70 для майбутніх споживачів в обмін на безкоштовну передачу технологій з Південної Кореї. Туреччина збудувала лише 280 для власних військових потреб.

### Майбутні оператори
- Катар[14]
- Саудівська Аравія[15]
- Україна[16]

### Подібні машини
- AS-90
- AHS Krab
- 2С19 «Мста-С»
- PzH 2000
- PLZ-05
- PLZ-45